# Lepidochrysops vera
Lepidochrysops vera är en fjärilsart som beskrevs av Tite 1961. Lepidochrysops vera ingår i släktet Lepidochrysops och familjen juvelvingar. Inga underarter finns listade i Catalogue of Life.